# Mirsad Fazlagić
Mirsad Fazlagić (Čapljina, 1943. április 4. –) jugoszláv válogatott labdarúgó, edző.

## Fordítás
- Ez a szócikk részben vagy egészben  a   Mirsad Fazlagić című angol Wikipédia-szócikk fordításán alapul.  Az eredeti cikk szerkesztőit annak laptörténete sorolja fel. Ez a jelzés csupán a megfogalmazás eredetét és a szerzői jogokat jelzi, nem szolgál a cikkben szereplő információk forrásmegjelöléseként.